# Doris Müller
Doris Müller po mężu Lorenz (ur. 25 lutego 1935 w Massanei, dzielnicy Waldheim, zm. 25 lutego 2013 w Lipsku) – niemiecka lekkoatletka, dyskobolka, medalistka mistrzostw Europy w 1962. W czasie swojej kariery reprezentowała Niemiecką Republikę Demokratyczną.
Wystąpiła we wspólnej reprezentacji Niemiec na mistrzostwach Europy w 1958 w Sztokholmie, gdzie zajęła 6. miejsce w rzucie dyskiem. Odpadła w kwalifikacjach tej konkurencji na igrzyskach olimpijskich w 1960 w Rzymie, nie mając żadnego mierzonego rzutu.
Zdobyła srebrny medal w rzucie dyskiem na mistrzostwach Europy w 1962 w Belgradzie, przegrywając jedynie z reprezentantką ZSRR Tamarą Press.
Na igrzyskach olimpijskich w 1964 w Tokio zajęła 14. miejsce w finale.
Była mistrzynią NRD w rzucie dyskiem w latach 1957–1961 oraz wicemistrzynią w 1962 i 1963.
Wielokrotnie poprawiała rekord NRD w rzucie dyskiem do rezultatu 56,39 m (5 lipca 1962 w Lipsku).